# György Faludy
György Faludy (nume la naștere: Leimdörfer György Bernát József; în țări de limbă engleză: George Faludy; n. 22 septembrie 1910, Budapesta – d. 1 septembrie 2006, Budapesta) a fost un poet, traducător de poezie, jurnalist, memorialist, eseist și romancier maghiar.
A avut o viață aventuroasă: s-a refugiat din Ungaria înainte de cel de-al Doilea Război Mondial, s-a înrolat în armata americană în timpul războiului, s-a întors în Ungaria și a fost deținut trei ani în lagăre în timpul regimului comunist, după Revoluția din 1956 s-a refugiat din nou în Occident, iar în 1988 s-a întors definitiv în țară. S-a căsătorit de patru ori. A fost un hedonist și un spirit nonconformist tot timpul vieții, fiind apreciat ca poet, ca traducător din poezia universală și pentru scrierile sale autobiografice. Un amănunt interesant este că și-a publicat primul volum în România, la Cluj, în 1937, și ultimele scrieri tot în România, într-o revistă literară din Arad, în 2005-2006.

## Viața și cariera literară
György Faludy s-a născut în 1910 la Budapesta, într-o familie evreiască. Tatăl lui, Joachim Leimdörfer, era chimist, profesor la o școală industrială superioară. Împreună cu familia, a trecut la religia reformată în 1923. A urmat Liceul Evanghelic, scriind deja poezii. A obținut diploma de bacalaureat în 1928, apoi a studiat la universitățile din Viena (1928-1930), Berlin (1930-1931), Paris (1932) și Graz (1932-1933). Având convingeri politice de stânga, în 1931 a intrat în Partidul Social-Democrat. În anii 1933-1934 a efectuat serviciul militar, terminat cu gradul de sublocotenent.
A debutat în 1933 cu un articol, apoi cu traduceri din François Villon, în revista Független Szemle. Acestea sunt mai degrabă transpuneri poetice, pentru că și-a exprimat în ele și propria ființă poetică, viziunea sa asupra lumii, sentimentele sale, afirmându-se deja ca un nonconformist, ceea ce a rămas toată viața. Primul său volum a fost de transpuneri poetice din Heinrich Heine, publicat la Cluj în 1937. În același an a încercat să publice un volum de adaptări ale baladelor lui Villon, dar niciun editor nu l-a acceptat, așa că l-a scos pe propria lui cheltuială, cu un mare succes de public. A provocat și o polemică răsunătoare în lumea literară. Unii îl criticau pe Faludy că l-a trădat pe Villon și îl acuzau de pornografie pentru îndrăznelile sale de limbaj, alții vedeau în transpuneri propria poezie a poetului, considerându-l foarte talentat. În 1938 va fugi din țară, dar volumul va fi reeditat de multe ori până în 1944, autoritățile neavând nimic împotriva lui Villon.
Tot în 1937, Faludy s-a căsătorit pentru prima oară, cu Valéria Ács. În 1938 a publicat un volum de versuri proprii, cu titlul A pompeji strázsán (De strajă la Pompei). Era apropiat de cercul revistei Szép Szó, fiind prieten cu Attila József, dar își păstra cu grijă independența.
A părăsit Ungaria în primul rând din motive politice, dat fiind că începuse persecutarea social-democraților și a evreilor, dar și-a părăsit totodată și soția. S-a stabilit la Paris, unde l-a cunoscut printre alții pe Arthur Koestler și a frecventat comunitatea artiștilor maghiari emigrați. Din fața invadării Franței de către armata germană, în 1940, s-a refugiat mai întâi în Maroc, apoi, în 1941, în Statele Unite ale Americii, unde a fost secretarul Mișcării Maghiare Libere și redactor al publicației Harc! a acesteia. În 1943 s-a înrolat în armata americană, la început fiind trimis la studii universitare, apoi participând la lupte împotriva japonezilor. A fost demobilizat în 1945 cu gradul de caporal. Între timp, sora lui mai mică, rămasă în Ungaria, a fost ucisă de membri ai Partidului Crucilor cu Săgeți.
S-a întors în Ungaria în 1946. Fiind opus rasismului, a condus doborârea statuii lui Ottokár Prohászka (1858-1927), un episcop romano-catolic antisemit. În 1947 s-a angajat la ziarul Népszava, organ al Partidului Social-Democrat, și a publicat volumul de versuri Őszi harmat után (După roua de toamnă). Volumul de balade ale lui Villon adaptate de el ajunsese la a 14-a ediție.
După instaurarea regimului comunist stalinist în 1948, Faludy nu a mai putut publica. În 1950 a fost arestat pe baza unor acuzații inventate și deținut fără judecată mai întâi în lagărul de internare de la Kistarcsa, apoi în cel de muncă forțată de la Recsk. Într-un volum pe care l-a publicat ulterior, scria că nu ar fi rezistat cu fizicul lui nepotrivit pentru condițiile detenției, în arestul poliției politice (ÁVH), apoi în lagăre, dacă nu ar fi compus poezii în minte. Compunea patru versuri, apoi le repeta de opt-zece ori. Când avea opt versuri, le repeta și pe acestea de cinci-șase ori, și așa mai departe, până compunea cele 40 de versuri pe care și le impunea pe zi. Dimineața își repeta tot ce compusese până atunci, o sută, cinci sute, o mie etc. de versuri. Pe cele pe care le considera cele mai bune le spunea unor camarazi, care le învățau și ei. O altă formă de rezistență intelectuală a fost „universitatea” pe care o cultivau intelectualii din lagăr împărtășindu-și cunoștințele, și al cărei animator important a fost Faludy. Camarazii lui mărturiseau mai târziu că poetul a fost un sprijin moral deosebit pentru ei.
A fost eliberat în 1953, după moartea lui Stalin, când guvernul Imre Nagy, în cadrul unei relative liberalizări a regimului, a desființat lagărul de la Recsk. În același an s-a căsătorit cu ziarista Zsuzsanna Szegő, cu care a avut un copil. Până în 1956 a trăit din traduceri.
În timpul Revoluției din 1956 a activat la Uniunea Scriitorilor și la ziarul Népszava, iar după înfrângerea revoluției a plecat din nou din Ungaria împreună cu familia și a trăit la Paris, la Londra și în orașe mai mici din Anglia. În 1957 a devenit primul redactor responsabil al publicației Irodalmi Újság al intelectualilor maghiari emigrați, ulterior redactor al acesteia până în 1961. În 1962 i-a apărut în limba engleză cartea autobiografică My Happy Days in Hell (Zilele mele fericite în iad) în care evocă și perioada sa de detenție. Soția lui a murit în 1963.
În 1965 s-a mutat la Firenze, apoi în 1966 în Malta. Fiind bisexual, a început în acel an o legătură cu balerinul american Eric Johnson, mai tânăr cu 28 de ani decât el, cu care va trăi timp de 36 de ani. Acesta scria și poezie în limba latină. În 1967 s-au mutat în Canada, la Toronto.
În 1968, revista Menora din Toronto a început să-i publice în foileton My Happy Days in Hell în maghiară (până în 1971). Din 1969 a fost profesor de literatură comparată europeană contemporană la Universitatea din Toronto. La începutul anilor 1970 a predat și la Universitatea Columbia din New York. A ținut conferințe și la Universitatea de Stat din Montclair (New Jersey), la Universitatea din Philadelphia și la Universitatea Bishop's din Sherbrooke (Québec). În 1972 a primit titlul de doctor honoris causa al Universității din Toronto. În timpul emigrației a mai colaborat și la mai multe publicații maghiare din emigrație, printre care: Ötágú Síp, Magyarok Világlapja, Szivárvány, Látóhatár, Népszava (în exil) din SUA, Magyar Híradó din Viena, Haifai Szemle din Haifa, Tárogató din Montevideo etc. A publicat periodic recenzii de carte în engleză, în ziarul Toronto Star. În 1980 i-a apărut un volum de versuri la New York. Între timp, în Ungaria operele lui erau interzise, din cataloagele bibliotecilor fișele cu numele lui erau scoase, dar, în mod curios, a fost tratat și citat în A magyar irodalom története (Istoria literaturii maghiare) din 1981-1986.
Timp de câțiva ani (sursele nu precizează de când până când) a fost căsătorit de formă cu Lili Erényi, proprietara unei țesătorii de covoare din Tanger (Maroc).
În 1987, editura clandestină AB Független Kiadó i-a publicat traducerea în maghiară a My Happy Days in Hell care a circulat ca samizdat. În 1988, doi cineaști maghiari au făcut cu el la Dubrovnik un film documentar biografic, unul din elementele care au pregătit schimbarea de regim. În același an s-a întors în Ungaria. Între 1991 și 1996 a colaborat la ziarul Magyar Hírlap. I-au fost publicate volumele interzise până atunci, precum și volume noi de versuri și de traduceri. În 1994 a primit Premiul Kossuth, iar în 1998 a fost membru fondator al Academiei Literare Digitale a Muzeului Literar „Petőfi”, care îi publică majoritatea operelor în acces liber. În 2002 s-a căsătorit cu Fanny Kovács, o vedetă mediatică cu 65 de ani mai tânără decât el, și s-a despărțit de Eric Johnson. Din 2005 a scris constant în revista lunară Irodalmi Jelen din Arad. A murit în 2006, înainte de publicarea celei de-a treia cărți autobiografice A pokol tornácán (Pe prispa iadului).

## Opere
György Faludy a scris multe poezii și traduceri de poezii, precum și două romane, scrieri autobiografice și eseuri în maghiară, câteva opere fiind traduse în alte limbi.

### În limba maghiară

#### Opere antume
- 1937
  - Heinrich Heine, Németország (Germania), Cluj, Korunk (transpuneri poetice)
  - François Villon balladái (Baladele lui François Villon), Budapesta, Officina (transpuneri poetice)
- 1938
  - A pompeji strázsán (De strajă la Pompei), Officina (poezii)
  - Dicsértessék. A katolikus líra remekei (Fie lăudat. Capodoperele poeziei lirice catolice), Budapesta, Singer și Wolfner (traduceri)
  - Európai költők antológiája (Antologia poeților europeni), Budapesta, Cserépfalvi (traduceri)
- 1946 – A felszabadultak az elnyomottakért (Eliberații pentru asupriți), Budapesta, Partidul Social-Democrat (album comemorativ în sprijinul mișcării de rezistență spaniole)
- 1947 – Őszi harmat után (După roua de toamnă), Officina (poezii)
- 1948 – Rabelais Pantagruelje (Pantagruel al lui Rabelais), Cserépfalvi (traducere)
- 1961 – Emlékkönyv a rőt Bizáncról (Carte de amintiri despre Bizanțul roșcat), Londra, Magyar Könyves Céh (poezii)
- 1975
  - Levelek az utókorhoz (Scrisori către posteritate), Toronto, Institut Marsile Ficin
  - Ballada a senki fiáról. Villon-átköltés (Baladă despre fiul nimănui. Transpunere poetică după Villon), Novi Sad, Udruženje Kolekcionara Jugoslavije
- 1980 – Faludy György összegyűjtött versei (Poeziile lui György Faludy), New York, Püski Sándor
- 1983 – Börtönversek. 1949–1952. Az ávó pincéjében és Recsken (Poezii din închisoare. 1949-1952. În beciul ÁVH și la Recsk), München, Asociația Recsk
- 1987
  - Pokolbéli víg napjaim (Zilele mele fericite în iad), Budapesta, AB Független Kiadó (samizdat) (scriere autobiografică)
  - Hullák, kamaszok, tücsökzene – Corpses, Brats and Cricket Music (Cadavre, adolescenți, cântec de greieri), traducere în engleză de Robin Skelton, Vancouver, Tanks (poezii în ediție bilingvă)
- 1988 – Test és lélek. A világlíra 1400 gyöngyszeme (Trup și suflet. 1400 de perle ale poeziei lirice a lumii), Budapesta, Magyar Világ
- 1989 – Börtönversek. 1950–1953 (Poezii din închisoare. 1950-1953), Magyar Világ
- 1990
  - 200 szonett (200 de sonete), Magyar Világ
  - Erotikus versek. A világlíra 50 gyöngyszeme (Poezii erotice. 50 de perle ale poeziei lirice a lumii), Magyar Világ
- 1991 – Faludy György și Eric Johnson, Jegyzetek az esőerdőből (Însemnări din junglă), Magyar Világ (eseuri)
- 1992 – Dobos az éjszakában (Toboșar în noapte), Magyar Világ (poezii alese)
- 1994 – Jegyzetek a kor margójára (Însemnări pe marginea vremii), Magyar Világ (articole)
- 1995
  - 100 könnyű szonett (100 de sonete ușoare), Magyar Világ
  - Versek (Poezii), Magyar Világ
- 1998
  - Vitorlán Kekovába (Pe velă la Kekova), Magyar Világ (poezii)
  - Jean de La Fontaine, Állatmesék (Fabule), Budapesta, Glória (traduceri)
- 2000
  - Pokolbeli napjaim után (După zilele mele în iad), Magyar Világ (scriere autobiografică)
  - Kínai költészet (Poezie chineză), Glória (traduceri)
  - Japán költészet (Poezie japoneză), Glória (traduceri)
- 2001
  - Görög költészet (Poezie greacă), Glória (traduceri)
  - Latin költészet (Poezie latină), Glória (traduceri)
  - Limerickek (Limerickuri), Glória (traduceri)
  - Longos, Daphnisz és Chloé (Dafnis și Cloe) Glória (traducere și o poezie de Faludy)
- 2002
  - Középkori költészet (Poezie din Evul Mediu), Glória (traduceri)
  - Perzsa költészet (Poezie persană), Glória (traduceri)
  - Európai gyöngyszemek (Perle europene), Magyar Világ (traduceri din anii 1930)
  - György Faludy și Fanny Kovács, A szerelem jogán (Îndreptățiți de dragoste), Pilisszentiván, Forever (poezii)
  - Viharos évszázad (Secol furtunos), Forever (poezii)
  - Petronius, Satyricon, Glória (traducere)
- 2003
  - A század vallomásai (Mărturiile secolului), Budapesta, Villon (poezii alese din 1933-2003)
  - Reneszánsz költészet (Poezie din Renaștere), Glória (traduceri)
- 2004
  - Barokk költészet (Poezie barocă), Glória (traduceri)
  - Testek vonzásában. A világirodalom legszebb erotikus versei (În atracția trupurilor. Cele mai frumoase poezii erotice din literatura universală), Glória

#### Opere postume
- 2006
  - A Pokol tornácán (Pe prispa iadului), Pécs, Alexandra (scriere autobiografică)
  - Karoton, Alexandra (roman)
  - Rotterdami Erasmus (Erasmus din Rotterdam), Alexandra (roman biografic)
  - György Faludy și Zsuzsa Faludy, A forradalom emlékezete (Amintirea revoluției), Alexandra
  - Mária Szepes și György Faludy, Gondolatok és portrék, Máraira hangolva (Gânduri și portrete, acordate cu Márai), coordonator Attila Vincze, Budapesta, Urbis
- 2007
  - Pokolbeli víg óráink. Újabb beszélgetések Faludy Györggyel (Orele noastre fericite în iad. Noi convorbiri cu György Faludy), Alexandra
  - György Faludy, Zsuzsa Faludy și György Pálóczi-Horváth, Egy nép tragédiája (Tragedia unui popor), Alexandra (istoria Ungariei până la Revoluția din 1956, traducerea ediției în limba germană)
  - Jegyzetek az idő sodrában (Însemnări în vâltoarea timpului), Alexandra (articole)
- 2016
  - Versek 1926-1956 (Poezii 1926-1956), Alexandra
  - Versek 1956-2006 (Poezii 1956-2006), Alexandra

### În alte limbi
În engleză:
- 1962 – My Happy Days in Hell (Zilele mele fericite în iad), traducere de Kathleen Szász, Londra, André Deutsch
- 1966 – Karoton, traducere de Flora Papastavrou, Londra, Eyre and Spottiswoode
- 1970 – Erasmus of Rotterdam, traducere de Eric Johnson, Londra, Eyre and Spottiswoode
- 1978 – East and West. Selected Poems (Est și Vest. Poezii alese), traducere de John Robert Colombo, Toronto, Hounslow Press
- 1983
  - Learn This Poem of Mine by Heart. Sixty Poems and One Speech (Învață poezia asta a mea pe de rost. Șaizeci de poeme și o cuvântare), traducere de John Robert Colombo, Toronto, Hounslow Press
  - Twelve Sonets (Douăsprezece sonete), traducere de Robin Skelton, Victoria, Columbia Britanică, Pharos Press
- 1985
  - Selected Poems (Poezii alese), traducere de Robin Skelton, Toronto, McClelland and Stewart – Athens, Georgia, (SUA), University of Georgia Press
  - Ballad for Isabelle (Baladă pentru Isabelle), traducere de Robin Skelton, White Rock, British Columbia, White Rino Press
- 1988 – George Faludy și Eric Johnson, Notes from the Rainforest (Însemnări din junglă), Toronto, Hounslow Press

În daneză:
- 1964 – Myne lykkelige Dage i Helvede (Zilele mele fericite în iad), traducere de Lotte Eskelung, Copenhaga, Forlaget Fremad

În franceză:
- 1965 – Les beaux jours de l’enfer (Zilele mele fericite în iad), traducere de László Gara, Paris, John Didier

În germană:
- 1957 – György Faludy, Mária Tatár[9] (Zsuzsa Faludy) și György Pálóczi-Horváth, Tragödie eines Volkes, Viena, Europa Verlag
- 1964 – Heitere Tage in der Hölle (Zilele mele fericite în iad), traducere de Hans Wagenseil, München, Rütten und Loening
- 1973 – Erasmus von Rotterdam, traducere de Walter Seib și Waltraut Engel, Frankfurt am Main, Societäts Verlag

## Premii și alte onoruri mai importante
- 1991 – Ordinul Drapelului Republicii Ungare cu Rubine[10]
- 1993 – Premiul Fundației Soros pentru întreaga operă
- 1993 – Placheta comemorativă Imre Nagy
- 1994 – Premiul Kossuth
- 1996 – Cetățean de onoare al Budapestei
- 1997 – membru permanent al Uniunii Naționale a Jurnaliștilor Maghiari
- 1998 – Premiul comemorativ Joseph Pulitzer
- 2000 – Premiul Pana de Aur al Uniunii Naționale a Jurnaliștilor pentru întreaga operă
- 2001 – Premiul Don Quijote
- 2002 – Crucea mijlocie cu Stea a Ordinului de Merit al Republicii Ungare
- 2002 – Premiul pentru Artă Gundel
- 2002 – Placheta comemorativă Obersovszky
- 2006 – Marea Cruce a Ordinului de Merit al Republicii Ungare

– numele George Faludy Place atribuit pieței lângă care a locuit în Toronto